# Kósztasz Halkiász
Konsztandínosz "Kósztasz" Halkiász (görögül: Κώστας Χαλκιάς) (Lárisza, Görögország, 1974. május 30. –) görög labdarúgó, aki jelenleg a PAÓK-ban játszik kapusként. A görög válogatott tagjaként ott volt a 2004-es, a 2008-as és a 2012-es Európa-bajnokságon, a 2005-ös konföderációs kupán, valamint a 2010-es világbajnokságon. A 2012-es Eb után visszavonult a válogatottságtól.

## Pályafutása

### Görögországban
Halkiász 1996-ban került ki a Panathinaikósz ifiakadémiájáról, de rögtön eladták az Apólon Zmírnisznek. Jó teljesítménye miatt két évvel később visszavásárolta a Panathinaikósz, de kevés játéklehetősége miatt 1999 januárjában hat hónapra kölcsönben visszaküldték a Zmírnisznek. Visszatérése után is csak harmadik számú kapus volt Józef Wandzik és Andónisz Nikopolídisz mögött. 1999 és 2001 között minden sorozatot egybevéve mindössze 25 alkalommal védett. 2001-ben az Iraklíszhoz szerződött, két évig maradt, majd jó teljesítményének köszönhetően ismét visszavásárolta a Panathinaikósz. A 2003/04-es idény nagy részében Andónisz Nikopolídisz cseréje volt, de bekerült az kezdőbe, miután a tapasztalt kapus összeveszett a vezetőséggel.

### Külföldön
2005 januárjában a Portsmouth-hoz igazolt, ahol egy Southampton elleni FA Kupa-meccsen mutatkozott be. Ingadozó teljesítménye, és bekapott potyagóljai miatt Jamie Ashdown hamar kiszorította a kezdőből. A csapatba kerülése tovább csökkentek az esélyei, amikor klubja 2005 júliusában leigazolta Sander Westerveldet. A több játéklehetőség reményében 2006 januárjában a spanyol másodosztályban szereplő Real Murciához igazolt.

### Visszatérés Görögországba
Halkiász 2006 nyarán visszatért Görögországba, az Árisz igazolta le. 2008 májusában a városi rivális PAÓK-hoz szerződött, ezzel ő lett a harmadik olyan játékos, aki Szaloniki mindhárom profi csapatát megjárta. 2010 januárjában két évvel meghosszabbította szerződését.

## Válogatott
Halkiász 2001. november 10-én, Észtország ellen mutatkozott be a görög válogatottban. Tagja volt annak a csapatnak, mely megnyerte a 2004-es Eb-t, de csak tartalék kapus volt. Ezután bekerült a 2008-as Eb-re és a 2010-es vb-re utazó keretbe is. A 2012-es Európa-bajnokságon, 38 évesen ő volt a torna legidősebb játékosa. A csehek elleni csoportmeccsen hat perc alatt két gólt is kapott, és nem is tudta végigjátszani a találkozót, egy sérülés miatt le kellett cserélni. A torna után lemondta a válogatottságot.

## Sikerei, díjai

### Görög válogatott
- Európa-bajnok: 2004

## Fordítás
- Ez a szócikk részben vagy egészben  a   Kostas Chalkias című angol Wikipédia-szócikk fordításán alapul.  Az eredeti cikk szerkesztőit annak laptörténete sorolja fel. Ez a jelzés csupán a megfogalmazás eredetét és a szerzői jogokat jelzi, nem szolgál a cikkben szereplő információk forrásmegjelöléseként.

## Külső hivatkozások
- Kósztasz Halkiász pályafutásának statisztikái a Soccerbase oldalon (angolul)

- Halkiász adatlapja a PAÓK honlapján